# Peter Gabriel (Autor)
Peter Gabriel (* 2. September 1928 in Dortmund-Dorstfeld, + 10. August 2023) war ein deutscher Autor mehrerer Jugendbücher. 

## Leben
Peter Gabriel wuchs im heutigen Bergkamen auf und begann 1950 ein Studium der klassischen Archäologie, alten Geschichte und der Kunstgeschichte in Münster. Ab 1955 studierte er Pädagogik in Bielefeld. Nach dem Studium wurde er Lehrer und übernahm 1963 die Stelle als Hauptlehrer und Schulleiter der evangelischen Volksschule Drensteinfurt. Von 1968 bis zu seiner Pensionierung 1991 war er Rektor der Talschule, einer Grundschule in Hamm.
Während seines Studiums der klassischen Archäologie unternahm er mehrere Reisen durch Italien und Griechenland, welche auch seine spätere Laufbahn als Schriftsteller beeinflussten. So handeln seine ersten zwei Bücher Persersturm über Hellas und Hannibal vor den Toren von den antiken Großmächten Griechenland und Rom.
Sein drittes Buch hat stark autobiografische Züge. Peter Gabriel wurde im Frühjahr 1945 zum Reichsarbeitsdienst eingezogen, wo er unter anderem lernte, mit Panzerfäusten umzugehen. In den letzten Kriegswochen wurde er an die Front befohlen, floh aber stattdessen mit einem Freund „nach vorn“, in Richtung der Front, zu den Amerikanern. Diese Erfahrung verarbeitet Peter Gabriel in Flucht nach vorn.
Sein bisher letzter Roman Die Steppenreiter kommen thematisiert den Einfall der Ungarn ins Ostfränkische Reich im Jahr 933.
Neben seinen Romanen schrieb Peter Gabriel noch zahlreiche Artikel im Westfälischen Anzeiger und weiteren Zeitungen, im Jahrbuch Westfalen und in Heimatkalendern sowie Kindergeschichten in der Westfälischen Rundschau.
2006 fasste er mehrere seiner Artikel in dem Buch Zwei Taler für den Pastor, siebzehn Schilling für den Lehrer zusammen, welches im Selbstverlag erschien. 
Peter Gabriel lebte mit seiner Frau in Drensteinfurt, wo er weiterhin Artikel für lokale Zeitungen verfasste. Er verstarb am 10. August 2023.

## Werke
- Persersturm über Hellas. Schmidt, Bielefeld 1957.
- Hannibal vor den Toren. Schmidt, Bielefeld 1959.
- Flucht nach vorn. Schmidt, Bielefeld 1963.
- Die Steppenreiter kommen. Schmidt, Bielefeld 1968.
- Talschule. 75 Jahre jung! Talschule, Hamm 1986.
- Schulchronik zum 75jährigen Bestehen der Talschule 1986. Talschule, Hamm 2001; Nachdruck in Auszügen zum 90-jährigen Jubiläum
- Zwei Taler für den Pastor, siebzehn Schilling für den Lehrer. Heimatgeschichtlicher Rundgang durch Dreinsteinfurt und Walstedde. epubli 2006.
- Sommerferien in Mitau: Erzählungen von gestern und heute aus dem westfälischen Industriegebiet. epubli 2016